# Clotilde da Borgonha
Clotilde da Borgonha, também conhecida como Rotilde (em latim: Chrotechildis, Chrodechildis ou Chlodechildis; Lião, 474 – Tours, 3 de junho de 545) foi rainha dos francos, como a segunda esposa de Clóvis. Ela era princesa da Borgonha como filha de Quilperico II. Foi responsável pela conversão do marido ao catolicismo.

## História
Clotilde foi educada religiosamente por sua mãe, Carretena, que, de acordo com Sidônio Apolinário e Fortunato de Poitiers, era uma mulher extraordinária. Após a morte de Quilperico, Caretena parece ter fixado residência com Godegisel em Genebra, onde sua irmã, Sedeleuba (ou Crona), fundou a igreja de São Vítor, e tornou-se freira. Foi logo depois da morte de Quilperico que Clóvis pediu e obteve a mão de Clotilde.

### Lendas
Do sexto século em diante, o casamento de Clóvis e Clotilde tornou-se tema de narrativas épicas, nas quais os fatos reais foram alterados e as várias versões encontradas estão entre os trabalhos de diferentes cronistas francos, como Gregório de Tours, Fredegar e no Liber Historiae. Estas narrativas têm a característica comum a todos os poemas nupciais da poesia épica primitiva encontrada entre muitos povos germânicos. Aqui bastará resumir as lendas e adicionar um breve relato dos fatos históricos. Os poemas populares substituíram o rei Godegisel, tio e protetor de Clotilde, por seu irmão Gundebaldo, que era representado como perseguidor da jovem princesa. Gundebaldo supostamente assassina Quilperico, atira sua esposa num poço com uma pedra amarrada ao pescoço, e exila suas duas filhas. Clóvis, ao ouvir sobre a beleza da jovem Clotilde, envia seu amigo Aureliano, disfarçado de mendigo, para visitá-la em segredo, dando-lhe um anel de ouro enviado por seu mestre. Ele então pede a mão da princesa a Gundebaldo. Gundebaldo, temendo o poderoso rei dos francos, não ousa recusar o pedido, e Clotilde então acompanha Aureliano e sua escolta na sua jornada de retorno. Eles se apressam para chegar a território franco, por Clotilde temer que Arédio, o dedicado conselheiro de Gundebaldo, no seu retorno de Constantinopla, para onde havia sido enviado em missão, influenciasse seu mestre a cancelar sua promessa. Seus temores eram justificados. Pouco tempo depois da partida da princesa, Arédio retornou e motivou Gundebaldo a se arrepender. Tropas foram enviadas para trazer Clotilde de volta, mas era tarde: ela já se encontrava em solo franco. Os detalhes dessa narração são pura lenda. Comprova-se historicamente que a morte de Quilperico foi lamentada por Gundebaldo, e que Caretena viveu até 506: ela morreu "cheia de dias", diz seu epitáfio, tendo a alegria de ver suas crianças serem educadas na religião católica. Aureliano e Arédio são personagens históricos, mas pouco se conhece deles.

## Casamento

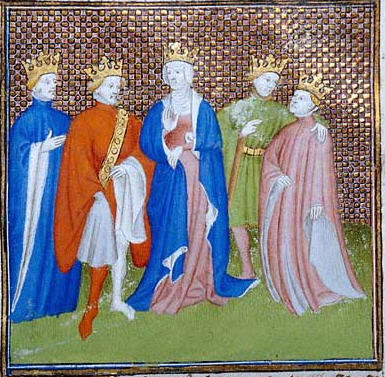
Os filhos do casal: Clotário I, Quildeberto I, Clodomiro, e Teodorico I da Austrásia, que era enteado de Clotilde

Clotilde, como esposa de Clóvis, logo adquiriu uma grande ascendência sobre ele, o que a ajudou a encorajá-lo a adotar a fé católica. Por muito tempo seus esforços foram inúteis, apesar do rei ter permitido o batismo de Ingomir, seu primeiro filho. A criança morreu na sua infância, o que parece ter dado a Clóvis um argumento contra o Deus de Clotilde. Mas apesar disso, a jovem rainha novamente obteve o consentimento de seu marido para o batismo do segundo filho, Clodomiro. Assim o futuro do catolicismo já estava assegurado no reino franco. Clóvis logo depois foi convertido sob circunstâncias altamente dramáticas, sendo batizado em Reims por São Remígio em 496. Clotilde dessa forma se tornou o instrumento na conversão de toda uma nação, que foi por séculos líder da civilização católica. Clotilde deu à luz cinco filhos de Clóvis — Ingomir, que morreu na infância, os reis Clodomiro, Quildeberto e Clotário e uma filha, também chamada Clotilde como sua mãe. Pouco mais se conhece da rainha Clotilde durante a vida de seu marido, mas pode-se supor que ela intercedeu com ele, na época da sua intervenção na disputa entre os reis burgúndios, levando-o a apoiar a causa de Godegisil contra Gundebaldo. A moderação mostrada por Clóvis nessa luta, onde, apesar de vencedor, ele não procurou usar a vitória em benefício próprio, assim como a aliança selada depois com Gundebaldo, foram sem dúvida devidas à influência de Clotilde, que deve ter visto a luta fratícida horrorizada.

## Pós-casamento
Clóvis morreu em Paris em 511, e Clotilde o sepultou no que era então Monte Lucotécio, na igreja dos apóstolos (depois de Santa Genoveva), que eles haviam construído juntos para servir de mausoléu. A posição de viúva dessa nobre mulher foi entristecida por experiências cruéis. Seu filho Clodomiro, genro de Gundebaldo, entrou em guerra contra seu primo Sigismundo, que havia sucedido Gundebaldo no trono da Borgonha, capturou-o, e o assassinou com sua esposa e filhos em Coulmiers, perto de Orleães. Clodomiro foi vencido e morto na Batalha de Veserúncia (Vezeronce), em 524, por Gundemaro III, irmão de Sigismundo. Clotilde tomou sob seus cuidados os três filhos ainda crianças de Clodomiro, Teodoaldo, Guntário e Clodoaldo. Quildeberto e Clotário, no entanto, que dividiram entre eles a herança do seu irmão mais velho, não desejavam que as crianças vivessem, a quem eles depois teriam que prestar contas. Através de um ardil eles retiraram as crianças da vigilância cuidadosa de sua mãe e assassinaram os dois mais velhos, com o terceiro escapando e se internando num mosteiro.
A tristeza de Clotilde era tão grande que Paris se tornou insuportável para ela, que se retirou para Tours, onde perto da tumba de São Martinho, de quem ela foi muito devota, passou o resto de sua vida em preces e boas ações. Mas ainda havia experiências por viver. Sua filha Clotilde, esposa de Amalarico, rei visigodo, era cruelmente maltratada por seu marido, apelou pela ajuda de seu irmão Quildeberto. Ele foi resgatá-la e derrotou Amalarico em batalha, na qual Amalarico foi morto. Clotilde a filha, no entanto, morreu na jornada de retorno, exaurida pelos sofrimentos a ela impostos. Finalmente, como se para coroar o longo martírio de Clotilde, seus dois filhos sobreviventes, Quildeberto e Clotário, iniciaram uma disputa, e entraram em guerra. Clotário, perseguido por Quildeberto, que havia se unido a Teodeberto I, filho de Teodorico I, se refugiou nas florestas de Brotona, na Normandia, onde ele temeu que seu exército seria exterminado pelas forças superiores de seus adversários. Então, segundo Gregório de Tours, Clotilde se prostrou de joelhos diante da tumba de São Martinho, suplicando-lhe durante toda uma noite que não permitisse outro fratricídio à aflita família de Clóvis. Repentinamente uma tempestade horrorizante apareceu e dispersou os dois exércitos que estavam a ponto de entrar em batalha; Assim, ainda segundo o cronista, o santo respondeu às preces da mãe aflita. Rica em virtudes e boas ações, após uma viuvez de trinta e quatro anos, durante os quais ela viveu mais como religiosa que como rainha, ela morreu e foi sepultada em Paris, na igreja dos apóstolos, ao lado de seu marido e filhos.